# Погану
Погану (рум. Poganu) — село у повіті Олт в Румунії. Входить до складу комуни Вергуляса.
Село розташоване на відстані 143 км на захід від Бухареста, 25 км на північ від Слатіни, 54 км на північний схід від Крайови.

## Населення
За даними перепису населення 2002 року у селі проживали 763 особи, усі — румуни. Усі жителі села рідною мовою назвали румунську.